# Druids’ Altar (West Yorkshire)

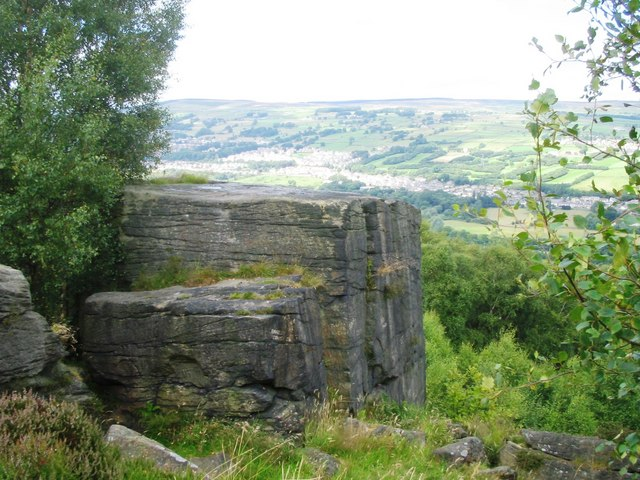
Druids’ Altar

Druids’ Altar ist ein Fels-Aufschluss bei Bingley, in West Yorkshire in England. Der Name (in ggf. abweichender Schreibweise) ist auf den Britischen Inseln recht häufig und bezeichnet Dolmen oder Steinkreise (z. B. Druid’s Altar bei Treshfield in North Yorkshire).
Der in Aufzeichnungen von 1849 erwähnte Sandstein-Aufschluss westlich des Tals des Aire in den Bergen am Nordrand von Bingley hat laut Harry Speight (1898) – eine Tradition als Platz von Druiden Gottesdiensten. In Sidney Greens Buch (1929) über den Ort, der abgesehen von Feuersteinfunden wenig archäologische Daten aufweist um eine Tradition zu bestätigen, wird gesagt, dass in den vergangenen Jahrhunderten auf den Felsen Beltane Feuer brannten. Eine Notiz aus dem 19. Jahrhundert berichtet von einer Cup-and-Ring-Markierung in der Nähe des Druiden Altars. Eine solche Markierung ist möglicherweise auf einem Felsen weniger als 100 Meter westlich zu sehen. In Clive Hardys Arbeit (2002) wird berichtet, dass „lokale Antiquare“ sagen, dass der gepflasterten Weg vom Brown Cow Inn zum Druids’ Altar eine alte Prozessionsroute der Druiden ist.
Zwei Quellen unterhalb der Altar Felsen werden, wie ihre Namen sagen, mit den alten heidnischen Priester verbunden, die Altar Well und die Druid’s Well.